# Colman von Lindisfarne
Colman von Lindisfarne (auch: Stellan Colmanus) (* um 605 in Irland; † 18. Februar 675) war von 661 bis 664 Bischof und Abt von Lindisfarne.
Colman war wie seine Vorgänger ein irischer Mönch in Iona, bevor er ins Kloster Lindisfarne kam. Er lebte nicht nach der Regel des hl. Benedict, sondern nach der des hl. Columban von Iona. Auch war er ein überzeugter Verfechter des keltischen Ritus in der Kirche und behielt im Osterstreit die keltischen Traditionen seiner Kirche trotz der Eingriffe aus Rom bei.
664 berief König Oswiu von Northumbria die Synode von Whitby ein, die sich für den katholischen Ritus entschied. Colman legte darauf seine Ämter nieder und ging mit den Anhängern der iro-schottischen Tradition ins Kloster Iona nach Schottland. Colman nahm einige Knochen des Heiligen Aidan von Lindisfarne als Reliquien mit.
668 zog er sich mit einigen Glaubensbrüdern auf die Insel Inishbofin vor der irischen Westküste zurück, wo er ein Kloster gründete. Als es Streit zwischen den Mönchen gab, teilte er 671 das Kloster, indem die Schotten auf Inishbofin blieben und die Angeln in Mageo im County Mayo ein neues Kloster gründeten.
Colman starb am 18. Februar 675 oder 676 in der Abtei Mayo.
Sein Festtag ist der 18. Februar, in Irland der 8. August.